# 伏牛溪站
伏牛溪站是位于重庆市大渡口区茄子溪街道伏牛溪社区的一个铁路车站，有成渝铁路经过，邮政编码401320。车站隶属成都铁路局兴隆场车站，现为办理货运业务的四等站，为重庆市主要的危险品办理车站。车站设有5条到发线、1条牵出线:84。其中5道出岔设有通往站场西侧中石油昆仑燃气液化气重庆分公司和危险品货场；牵出线出岔通往站场北侧的中国船舶集团重庆长征重工、中石油重庆销售分公司、及重庆化工轻工有限公司，和牵出线出岔通往站场东侧的中国石化润滑油有限公司合成油脂分公司的专用线，距离重庆站27公里，站内及其上下行区间均已电气化。
原成渝铁路在重庆市区内的危险品办理站由茄子溪站负责，后改为由新建的伏牛溪站办理。车站建于1961年，当时站内设有2条股道和1条牵出线:84。1964年、1970年、1974年分别建成通往化轻公司601库、石油公司803油库和重型铸锻厂的专用线。1979年渤海二號事件后，铁道部于1982年投资修建伏牛溪危险品货场，内设炸药库、雷管库，于1990年8月完工:318,321。2009年车站停办客运业务。2015年12月建成中国石化润滑油重庆产销基地专用线。2020年5月，位于既有长征专用线延伸处的长征加工物流园投用。
未来成渝铁路重庆至江津区间将实施增建二线工程，本站作为中间站之一届时将停靠重庆至江津的市郊列车。2024年6月15日起，车站停办客运业务。